# The Nun - La vocazione del male
The Nun - La vocazione del male (The Nun) è un film del 2018 diretto da Corin Hardy e prodotto da James Wan e Peter Safran, appartenente all'universo di The Conjuring.
Il film è uno spin-off di The Conjuring 2 - Il caso Enfield, ed è incentrato sul demone con sembianze di suora Valak, antagonista del film citato.

## Trama
Romania, 1952. Una notte, due suore cattoliche che vivono nel monastero di Santa Carta vengono attaccate da una forza misteriosa quando entrano in un tunnel e aprono un luogo proibito per recuperare un'antica reliquia cristiana. La suora sopravvissuta, Suor Victoria, fugge dall'aggressore, un demone che appare con le sembianze di una suora, e si impicca lanciandosi da una finestra con un cappio al collo. Il suo corpo viene scoperto giorni dopo da un giovane del villaggio vicino che consegna periodicamente provviste alle suore, e che deposita il cadavere della defunta all'ingresso del magazzino.
Il Vaticano, venuto a sapere dell'incidente, convoca a Roma il sacerdote padre Anthony Burke chiedendogli di recarsi sul posto per indagare. Insieme a lui vola in Romania anche Suor Irene Palmer, una giovane postulante nel periodo del noviziato, nominata appositamente dal Vaticano per affiancarlo nelle indagini. Giunti sul posto, i due incontrano il giovane che ha trovato il cadavere della suora “suicida”, un franco-canadese soprannominato "Francese", che li conduce al monastero. Sui gradini dell'ingresso i tre trovano il sangue fresco della suora nonostante siano passate settimane e scoprono che la posizione del corpo è cambiata da come era stata lasciata. Francese li avvisa che in quel luogo, secondo gli abitanti, è da sempre contenuto il male: tutte le croci conficcate nel cortile esterno servirebbero a limitarlo all'interno del monastero. Padre Burke rimuove una chiave e un rosario dal cadavere prima di seppellirlo. All'interno del convento incontrano una figura vestita di nero che ritengono essere la badessa, che li informa che le suore osservano un periodo di silenzio durante la notte e offre loro alloggio nel monastero annesso se desiderano parlare con le sorelle il giorno successivo. Di ritorno al villaggio, Francese viene attaccato da un demone con le sembianze di suora, ma riesce a fuggire. Burke racconta a Irene che un bambino che ha esorcizzato anni prima, Daniel, è stato ferito a morte durante l'esorcismo e lui non si dà pace per la morte del ragazzo. Irene gli rivela, invece, che da ragazza aveva visioni e che, per questo motivo, la Chiesa si era interessata a lei. Nella notte l'entità malefica si manifesta, conducendo padre Burke in un tranello mortale: essere sepolto vivo. L'intervento di Irene lo salva.
L'indomani Irene e Burke ritornano all'abbazia, ma solo Irene può entrare. Qui incontra alcune consorelle e scopre che esse pregano costantemente a turni per tenere a bada l'entità malvagia. Una di loro, Sorella Oana, racconta la storia del monastero: esso fu costruito come un castello da un duca ossessionato dall'occulto. Fu costui a evocare l'entità demoniaca attraverso una frattura nel terreno delle catacombe, ma i cavalieri cristiani intervennero sigillando il varco con una reliquia contenente il sangue di Cristo. Secoli più tardi, a causa dei bombardamenti della seconda guerra mondiale, la crepa si è riaperta, scatenando nuovamente l'entità che si manifesta sotto forma di suora per ingannare le altre suore. Grazie a un libro trovato nella tomba dove era stato imprigionato la notte precedente, Burke identifica l'entità come Valak, il marchese dei serpenti. Scopre inoltre che la Badessa è morta da tempo e quella con cui ha parlato è solo una manifestazione di Valak.
Nel frattempo, Francese torna all'abbazia per aiutare Irene e Burke. Irene viene attaccata da Valak e si unisce alle suore in una preghiera disperata per respingere il demone. Durante la preghiera, tutte le suore vengono attaccate e una forza invisibile strappa il vestito di Irene e la ferisce sulla schiena marchiandola con una stella a cinque punte. Quando il gruppo si riunisce, Irene scopre che nessuna delle suore che aveva visto era reale e comprende che Victoria è stata l'ultima suora dell'abbazia. Il suo non è stato un suicidio, ma un sacrificio finalizzato a impedire a Valak di entrare in possesso del suo corpo, della sua anima e della chiave che apre la reliquia contenente il sangue di Cristo.
Irene chiede poi a padre Burke di celebrare la propria professione religiosa. Sulla base del racconto fatto da suor Oana, i tre decidono di entrare nella profonda galleria che Valak ha eretto a sua tana. Dopo aver trovato la reliquia, Irene viene attirata in un pentacolo e posseduta. Francese la trova e spalma parte del sangue di Cristo sul suo viso, scacciando il demone, che però poi lo aggredisce. Burke intanto viene ferito dal fantasma di Daniel, mentre Valak tenta di annegare Irene nella cripta. La ragazza riesce a sputare il sangue di Cristo sul volto del demone malvagio, imprigionandolo nuovamente nelle profondità dalle quali era uscito e risigillando la spaccatura. Francese, il cui vero nome è Maurice, rianima Irene. All'insaputa degli altri, Maurice è stato però posseduto da Valak durante l'aggressione, come mostra un segno sulla pelle dietro al suo collo a forma di croce rovesciata.
19 anni dopo, in un seminario universitario a Wakefield, nel Massachusetts, Ed e Lorraine Warren presentano un filmato del loro tentativo di esorcizzare Maurice quando era posseduto. Tra gli spettatori è presente Carolyn Perron (protagonista di The Conjuring), che osserva con interesse la scena.

## Produzione

### Riprese
Le riprese sono cominciate il 3 maggio 2017 a Bucarest, in Romania, e sono terminate il 23 giugno 2017.

## Promozione
Il primo teaser trailer è stato pubblicato su YouTube il 13 giugno 2018, seguito da quello italiano.
Alcune controversie sono scaturite da un promo di pochi secondi su YouTube in cui, dopo aver fatto credere che il volume del dispositivo si fosse abbassato, compariva un jumpscare del viso mostruoso di Valak con un urlo demoniaco. Alla luce di queste controversie, YouTube ha rimosso il promo.

## Distribuzione

### Data d'uscita
Il film è stato distribuito il 7 settembre 2018 negli Stati Uniti d'America e il 20 settembre 2018 in Italia.

### Divieti
Negli USA è stata classificata Rated-"R", ovvero vietato ai minori di 17 anni "per terrore, violenza, e immagini disturbanti/sanguinose".
In Italia è stata vietata ai minori di 14 anni.

## Accoglienza

### Incassi
Il film ha incassato mondialmente 365.6 milioni di dollari: 117.5 nel suolo statunitense e 248.1 nel resto dei paesi, diventando così il film con l'incasso più alto nella saga di The Conjuring.

### Critica
Il film ha ricevuto pareri misti e negativi da parte della critica. Sul sito Rotten Tomatoes detiene un indice di gradimento del 26%, basato su 191 critiche professionali e con un voto medio di 4,4/10, il consenso critico afferma: “The Nun presenta grandi performance, ottime atmosfere, terrificanti luoghi e un paio di set decenti, ma i suoi peccati includono logica insensata e narrazione debole”. Su Metacritic ha un punteggio del 46 su 100 basato su 32 recensioni che indica come “recensioni miste o medie”.

## Sequel
Nel luglio 2019 Peter Safran, intervistato da Entertainment Weekly, ha dichiarato che un sequel di The Nun è in lavorazione. Nell’aprile 2022 viene ufficialmente confermata la produzione del film. Esso, dal nome The Nun II, è uscito nel settembre del 2023.